# Ceppo dell'Adda
Ceppo dell'Adda è il nome con cui è nota la formazione geologica costituita dai depositi fluviali pleistocenici litificati; la formazione è costituita da arenarie e conglomerati, il passaggio da una litologia all'altra avviene sia lateralmente che verticalmente.

## Descrizione e ambiente sedimentario
Dal punto di vista litologico, si tratta di conglomerati costituiti da clasti arrotondati di dimensioni variabili da centimetriche a decimetriche con matrice arenacea, con grado di cementazione variabile. Componenti: quarzo, calcite e silicati con cemento calcitico.
L'ambiente sedimentario di origine è continentale fluviale.

## Rapporti stratigrafici e datazione
L'età di deposizione è ascrivibile al Pleistocene inferiore.

## Impiego

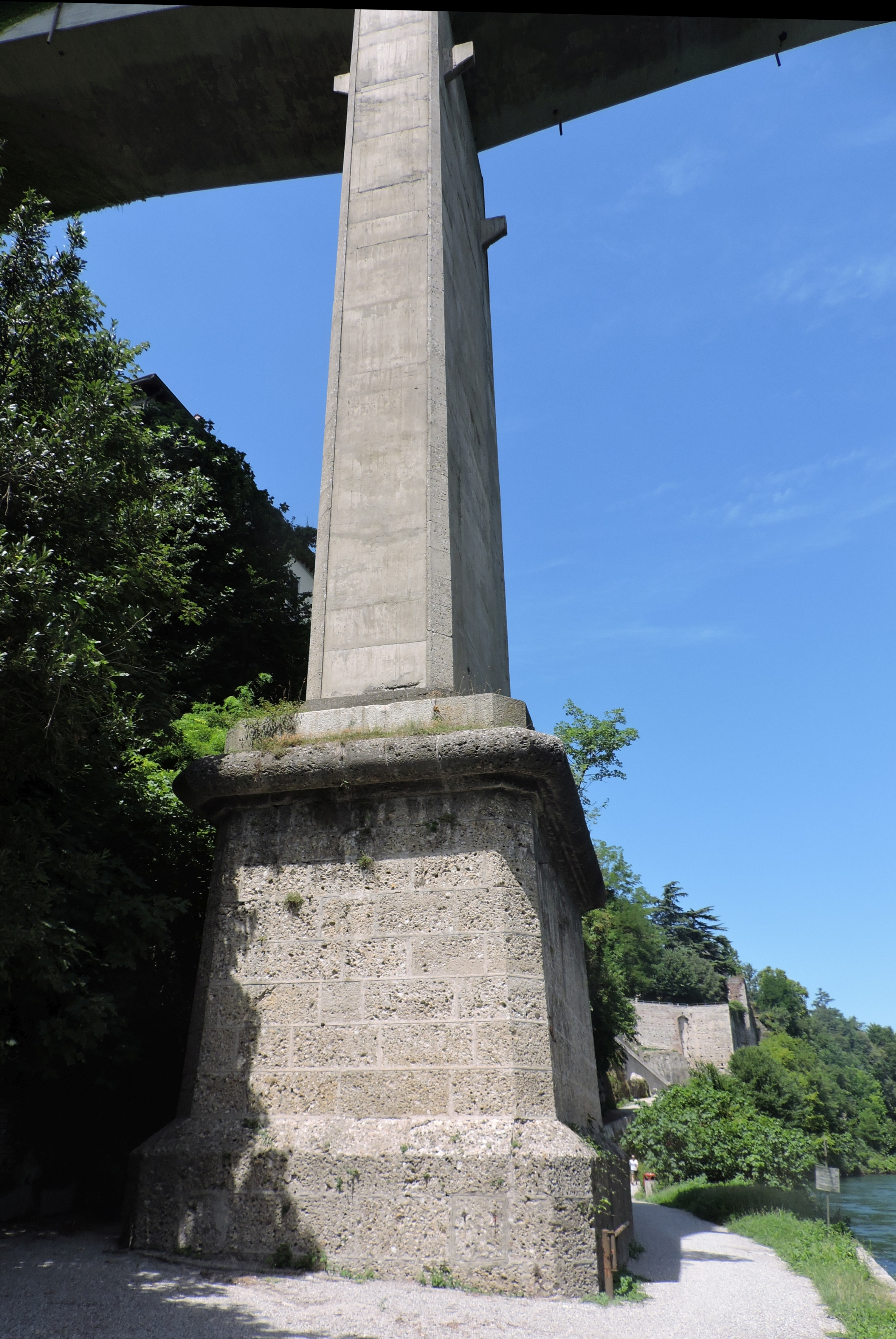
Basamento di un pilone in ceppo dell'Adda

Oggetto di escavazione fin dal tempo dei Romani, questo materiale ha avuto un larghissimo impiego in architettura, tra il XV secolo e la metà del XIX secolo, sia in ambito locale (tra cui gli argini del Naviglio della Martesana e del Naviglio di Paderno) che a Milano. 
Nel periodo romano costituì il materiale più resistente e adatto alle costruzioni con grandi blocchi: ad esempio nell’anfiteatro, nel teatro e nel circo. Risale all’età comunale l'utilizzo nelle murature della Loggia degli Osii e di numerose chiese romaniche.  Dopo un calo di interesse nel Rinascimento, la pietra tornò ad essere impiegata nel secolo XVI: Palazzo dei Giureconsulti, Palazzo Marino, Casa degli Omenoni; San Lorenzo, San Sebastiano e Sant’Alessandro. Nel secolo XVIII e nel periodo napoleonico il ceppo fu spesso abbinato alle superfici intonacate, come nel Palazzo Litta e nell’Arena Civica.
A Pavia fu utilizzato soprattutto nel periodo medievale per le murature di chiese e torri.
Le cave erano ubicate in prevalenza nell'area di confluenza tra Adda e Brembo, a Trezzo sull'Adda (Ceppo dell'Adda), Brembate (Ceppo del Brembo) e Canonica d'Adda (Ceppo dell'Adda e del Brembo).